# Sala de exhibición Gilberto Tenorio Ruiz
La Sala de exhibición Gilberto Tenorio Ruiz es un museo ubicado en Chachapoyas (Perú).
Su nombre reconoce el trabajo de Gilberto Tenorio Ruiz y su investigación de la cultura y el folklore local. Consta de tres salas donde se exhiben objetos arqueológicos, muchos de ellos donados por los pobladores locales. En la primera sala se presentan bienes culturales de cerámica de la cultura chachapoyas con influencia cajamarca; en la segunda, objetos líticos, como porras y hachas, y cerámica de la cultura inca; y en la tercera, momias y material orgánico.